# Riff Raff (rapper)
Riff Raff, vlastním jménem Horst Christian Simco (* 29. ledna 1982) je americký rapper. Narodil se jako druhý ze čtyř sourozenců v Houstonu ve státě Texas do rodiny veterána z vietnamské války. Rapu se začal věnovat v roce 2005 a zpočátku nahrával svůj hlas na beaty jiných hudebníků. V roce 2012 vydal vlastním nákladem své první nezávislé album s názvem The Golden Alien. První plnohodnotné album, které dostalo název Neon Icon, mu vydalo vydavatelství Mad Decent v červnu roku 2014. Na albu se podíleli například Slim Thug a Amber Coffman. Své druhé album s názvem Peach Panther vydal roku 2016. Rovněž byl členem tria Three Loco.

## Diskografie
- Neon Icon (2014)
- Peach Panther (2016)
- PiNK PYTHON (2019)